# Ljuben Iliev
Ljuben Borisov Iliev (* 24. července 1989 Petrič) je bývalý bulharský zápasník–volnostylař.

## Sportovní kariéra
Připravoval se v Sofii v klubu Levski. V bulharské mužské reprezentaci se prosazoval od roku 2013 s přestupem do kategorie do 97 (96) kg. Zhoršenou životosprávou se však v této váze neudržel. Od roku 2015 startoval ve váze do 125 kg. V roce 2016 na evropské olympijské kvalifikaci v Zrenjaninu skončil jednu pozici za kvalifikací na olympijské hry v Riu. Pozdější diskvalifikací reprezentanta Běloruska Jusupa Džalilova za doping (meldonium) se však posunul na druhé místo, kterým získal účast na olympijských hrách. Bulharský olympijský výbor ho nominoval, ale později nahradil zkušeným Dimitarem Kumčevem. Důvodem změny byla jeho neúčast na předolympijském reprezentačním soustředění v Tetevenu, kterou nezdůvodnil.

## Výsledky
| Turnaj             | 2008 | 2009 | 2010 | 2011 | 2012 | 2013 | 2014 | 2015 | 2016 |
| Turnaj             | 19   | 20   | 21   | 22   | 23   | 24   | 25   | 26   | 27   |
| Turnaj             | -74  | -84  | -84  | -84  | -84  | -96  | -97  | -125 | -125 |
| ------------------ | ---- | ---- | ---- | ---- | ---- | ---- | ---- | ---- | ---- |
| Olympijské hry     | —    |      |      |      | —    |      |      |      | —    |
| Mistrovství světa  |      | —    | —    | —    |      | úč.  | —    | —    |      |
| Evropské hry       |      |      |      |      |      |      |      | —    |      |
| Mistrovství Evropy | —    | —    | —    | —    | —    | 3.   | úč.  | —    | 5.   |
| MS juniorů         | —    | úč.  |      |      |      |      |      |      |      |
| ME juniorů         | 5.   | 3.   |      |      |      |      |      |      |      |